# Beder Jusupowa
Beder Achmatowna Jusupowa (baszk. Бәҙәр Әхмәт ҡыҙы Йосопова, ros. Бедер Ахметовна Юсупова) (ur. 8 grudnia?/21 grudnia 1901 w Orsku, zm. 30 sierpnia 1969 w Ufie) – baszkirska i radziecka aktorka teatralna.

## Życiorys
W 1915 ukończyła szkołę i rozpoczęła naukę w szkole teatralnej w rodzinnym Orsku. Do 1918 pracowała w tatarskiej szkole w Orsku, a w okresie od 1919 do 1929 pracowała jako nauczycielka w szkołach Republiki Baszkirskiej oraz pracowała w różnych wydziałach Ludowego Komisariatu Edukacji Baszkirii.
W 1916, pod pseudonimem Люси (Lucy), zadebiutowała na scenie amatorskiego teatru przy orskim Związku Młodzieży w etiudzie „Потерянная женщина” (Zaginiona kobieta) I. Bogdanowa. Występowała również w sztukach „Галиябану” (Galibanu) i „Праздник в деревне” (Święto we wsi). Wykonywała też baszkirskie pieśni i tańce ludowe.
Od 1926 do końca życia występowała w Baszkirskim Teatrze Dramatycznym, jak również w radiu i telewizji, wykonując kubairy (rodzaj baszkirskiej poezji), pieśni i tańce ludowe.

## Nagrody i odznaczenia
- 1940 – Ludowa Artystka Baszkirskiej Autonomicznej Socjalistycznej Republiki Radzieckiej[1]
- 1944 – Zasłużona Artystka Rosyjskiej Federacyjnej Socjalistycznej Republiki Radzieckiej[1]
- 1944 – Order „Znak Honoru”[2]
- 1935 – Zasłużona Artystka Baszkirskiej Autonomicznej Socjalistycznej Republiki Radzieckiej[1]
- 1955 – Order Czerwonego Sztandaru Pracy[2]